# ドゥカヌー
タイ＝ア＝リーフ(tie-a-leaf)やブルー・ドロワー(blue drawers)とも言われ、ドコノン（フランス領ギアナ）とも呼ばれる、ドゥクヌー(Duckunoo)ないしドゥカヌー(duckanoo)は、ジャマイカ、アンティグア・バーブーダ、バルバドス、フランス領ギアナおよびいくつかの小アンティル諸島のデザート。アフリカを起源とするドゥカナのバリエーションである。このカリブ料理はサツマイモ、ココナッツ、スパイス、黒砂糖から作られ、バナナの葉で包まれて縛られる。その後、沸騰したお湯で調理される。
ドゥカヌーは「葉を結ぶ」（tie a leaf）という料理名に付け加えられた比較的新しい呼び名である。しかしながら、料理名は様々な島で場所ごとに異なっている。「ドゥカーナ」はアンティグア・バーブーダだけではなく、カリブ海のより小さな島々での呼び名である。

## 歴史
メソアメリカの 'dulce de tamale' と同様に、ドゥカヌーは南北アメリカで非常に人気のあるデザートである。奴隷貿易によってアンティグア島やバーブーダ島やほかのカリブ海諸島に連れてこられたアフリカ系のカリブの人々によって適応され、ヤマサトイモ、オクラ、タロイモ、ナス、フジマメなどが使用されている 。
ガーナではドゥカーナはドコノ(dokono）であり、トウィ語ではオドコノ(Odokono)となる。

## バリエーション
ドゥクナ(Dukuna)はすりおろしたサツマイモ、ココナッツ、コーンミールおよびプラテイン粉のさまざまな混合物から作られた小さなプディングである（アカン語：doko na 甘くされた口、トウィ語：茹でたトウモロコシ、ガ語：Adangme dokona）。